# 金蝶K/3
金蝶K/3是金蝶国际的ERP产品之一，主要面向中小型企业。它遵循微软Windows分布式互联网应用框架结构，基于三层结构技术，同时支持C/S和B/S模式，支持网络数据库。金蝶公司称K/3可以集成人力资源管理、财务管理、供应链管理、办公自动化、客户关系管理、商业智能等业务管理组件。
目前最新版本为2010年发布的金蝶K/3 WISE V12.1。